# Parthenolecanium persicae
Parthenolecanium persicae là một loài côn trùng trong họ Coccidae. Loài này được Fabricius miêu tả khoa học đầu tiên năm 1777.
Đây là loài gây hại phát triển phổ biến ở Uzbekistan.